# كيلومتر
الكيلومتر هو وحدة دولية لقياس الطول في النظام المتري، ويساوي ألف متر ويساوي أيضًا المسافة التي يقطعها الضوء في الفضاء الحر في 1/299,792.458 من الثانية. وتستخدم عمومًا كوحدة قياس للتعبير عن المسافة بين الأماكن الجغرافية في جميع أنحاء العالم، ويستخدم في قياس المسافات الطويلة عادة بين المدن والقرى أو حتى بعد الشمس عن الأرض، ماعدا الولايات المتحدة والمملكة المتحدة حيث يستخدم الميل. يختصر الكيلومتر بالعربية إلى كلم أو كم.

## المكافئات مع وحدات قياس الطول الآخرى
| 1 كيلومتر | = 1000 متر              |
| 1 كيلومتر | ≈ 0.621 ميل             |
| 1 كيلومتر | ≈ 1094 يارد             |
| 1 كيلومتر | ≈ 3,281 قدم             |
| 1 كيلومتر | ≈ 0.540 ميل بحري        |
| 1 كيلومتر | ≈ 6.68×10−9 وحدة فلكية  |
| 1 كيلومتر | ≈ 1.057×10−13 سنة ضوئية |
| 1 كيلومتر | ≈ 3.24×10−14 فرسخ فلكي  |

## التاريخ
بموجب مرسوم 8 مايو 1790، دعا التجمع التأسيسي الأكاديمية الفرنسية للعلوم لتطوير نظام قياس جديد. في أغسطس 1793، أصدر المؤتمر الوطني الفرنسي مرسومًا ينص على استعمال المتر كوحدة أساسية لقياس الطول في الجمهورية الفرنسية. أول اسم للكيلومتر كان «ميلير». على الرغم من أن المتر لم يعرف إلا في 1799، إلا أن الميريامتر (10000 متر) كان يسمى كيلومتر ويستعمل للاستخدام اليومي. كلمة ميريامتر ذكرت عدة مرات في كتاب ديفلي فيزياء اميل: مبادئ علم الطبيعة،  (نشر في 1802)، في حين ذكرت كلمة كيلومتر مرة واحدة في الملحق. الخرائط الفرنسية التي نشرت عام 1835 احتوت على كلمة ميريامتر وكلمة أخرى كان قباسها قرابة 4288 متر.
الهولنديين على الكفة الأخرى استعملوا الكيلومتر في 1817 ولكن أطلقوا عليه اسماً محلياً «ميل».
في عام 1867 فقط أصبح مصطلح «كيلومتر» هو الوحدة الرسمية الوحيدة في هولندا لتمثل 1000 متر.
كتابان ألمانيان يرجع تاريخهما ل1842 و1848  ذكر فيهم استعمال مصطلحات القياس في أوروبا، حيث كان يستخدم «كيلومتر» في إيطاليا وهولندا في حين يستخدم «ميريامتر» في فرنسا.
في عام 1935، حذفت اللجنة الدولية للأوزان والمقاييس مصطلح «ميريا» ومعه «ميريامتر» ليتم اعتماد كيلومتر وحدة الطول المعترف بها لقياسات هذا الحجم.

## أرقام قياسية بالكيلومتر
بعض الألعاب الرياضية تتميز بسباقات 1000 متر (كيلومتر واحد) في الأحداث الكبرى (مثل الألعاب الأولمبية)، ولكن في الرياضات الأخرى، على الرغم من تصنيف الأرقام العالمية، يبقى الحدث الذي يبلغ كيلومترًا واحدًا حدثًا أقل أهمية من غيره. فيما يلي بعض الأرقام القياسية لسباقات كيلومتر:
| سباق                 | اللاعب            | الزمن (دقيقة) | المكان   | السنة          | ملاحظات                 |
| -------------------- | ----------------- | ------------- | -------- | -------------- | ----------------------- |
| جري (رجال)           | نوح نجيني         | 2:11.96       | رييتي    | 5 سبتمبر 1999  | ليست مسابقة أولمبية     |
| جري (نساء)           | سفيتلانا ماستكوفا | 2:28.98       | بروكسل   | 23 أغسطس 1996  | ليست مسابقة أولمبية     |
| تزلج سريع (رجال)     | شاني ديفيز        | 1:06.42       | سولت ليك | 7 مارس 2009    |                         |
| تزلج سريع (نساء)     | سيندي كلاسين      | 1:13.11       | كالغاري  | 25 مارس 2006   |                         |
| ركوب الدراجات (رجال) | أرنود تاورنت      | 58.875        | لا باز   | 10 أكتوبر 2001 | لا يوجد رقم قياسي نسائي |

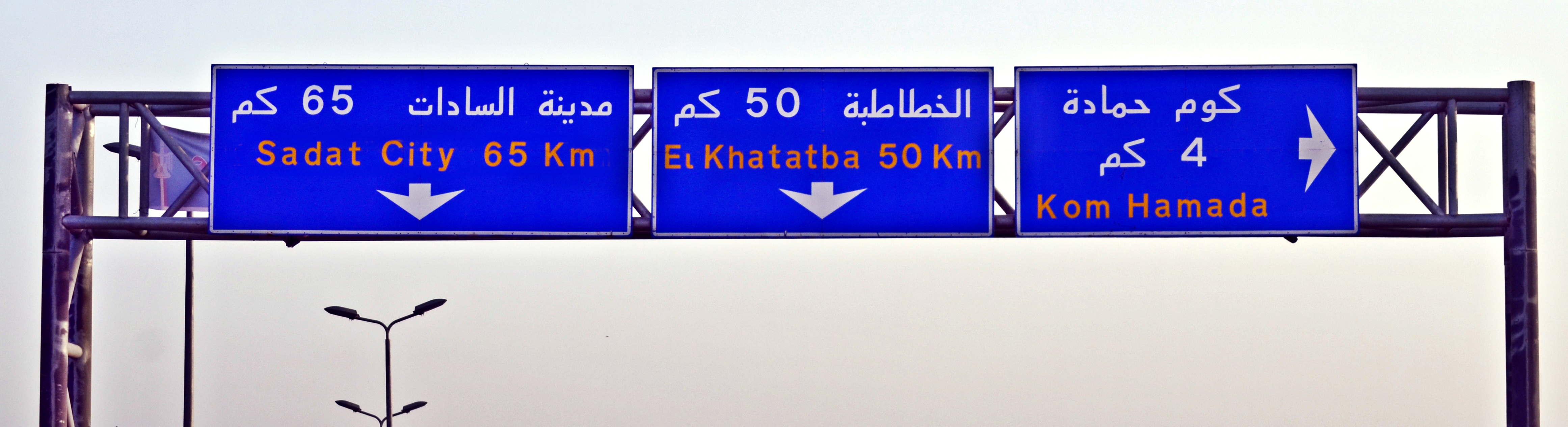
لافتة إرشادية في مصر عليها المسافات بالكيلومتر (كم)
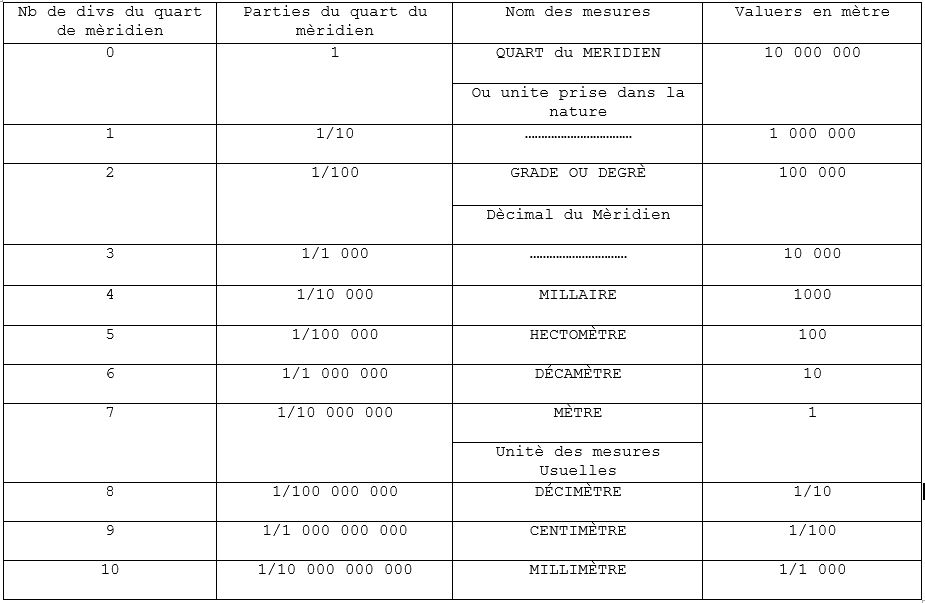
تقسيم ميريدين